# Danny DeVito
Daniel Michael DeVito (Neptune, 17 novembre 1944) è un attore e regista statunitense.

## Biografia
Di famiglia italoamericana, originaria di San Fele (provincia di Potenza), Danny De Vito nasce da Daniel Michael DeVito Sr. (1901-1982), piccolo imprenditore che gestiva un negozio di dolci, una tintoria e infine un bar, e da Julia Mocello (1904-1990), casalinga, che recitò inoltre nella nota sitcom Taxi, nel ruolo della madre di Louie De Palma, personaggio interpretato dal figlio. Prima di studiare all'Accademia Americana di Arti Drammatiche di New York lavorò nel salone di bellezza della sorella.

### Attore

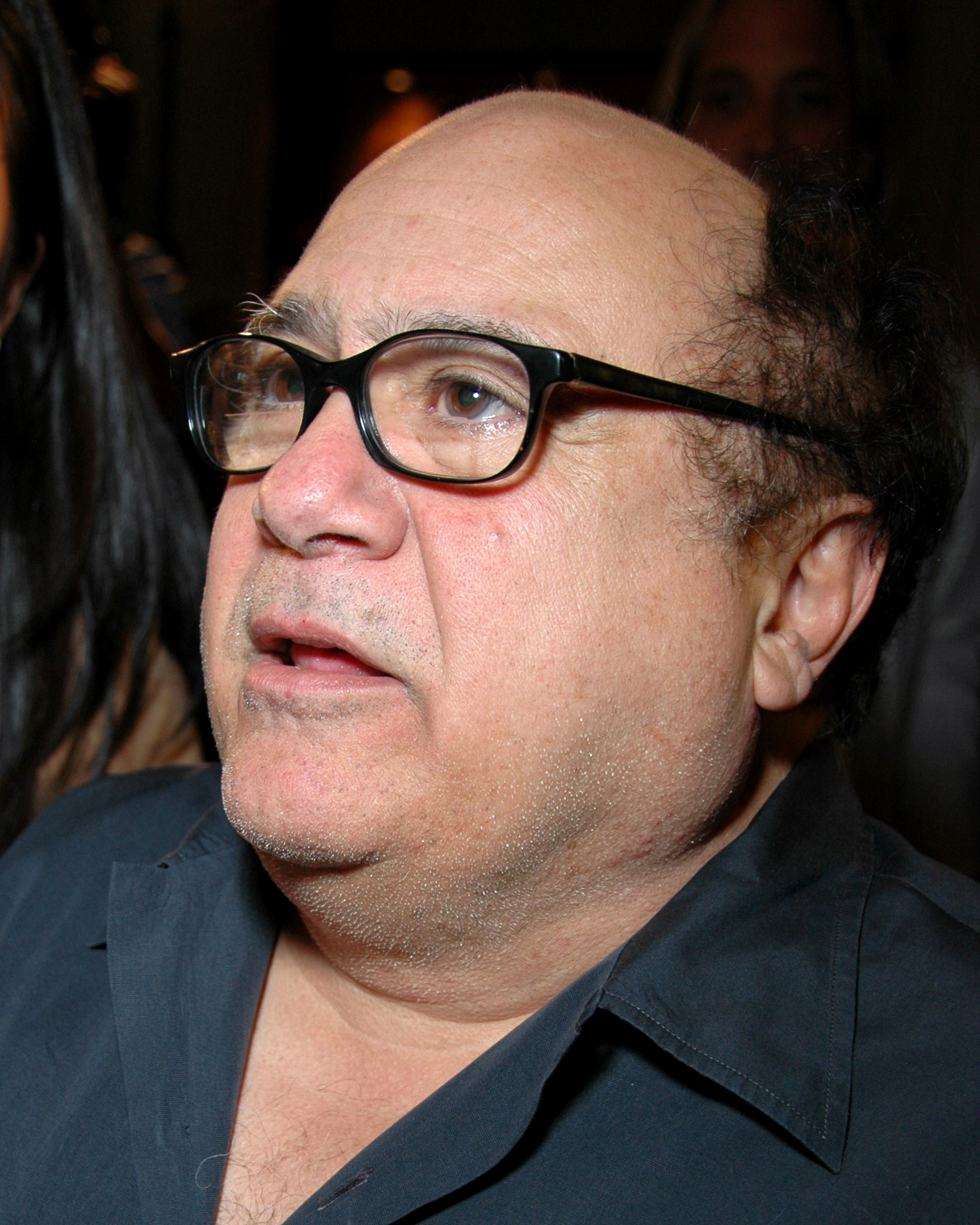
Danny DeVito al Beverly Hills Film Festival 2008

Attore estremamente versatile, prolifico in televisione con serie TV e sitcom a cavallo tra gli anni settanta e ottanta come Taxi, al fianco di Andy Kaufman. Nel 1971 ha un piccolo ruolo ne La mortadella di Mario Monicelli. Nel 1975 è nel cast nella versione cinematografica di Qualcuno volò sul nido del cuculo, con lo stesso ruolo che portò a teatro in una produzione Off-Broadway all'inizio degli anni settanta. Grazie a questa interpretazione conquista il successo e intraprende una solida carriera che lo porta negli anni ottanta ad apparire in moltissimi film come Voglia di tenerezza (1983), All'inseguimento della pietra verde (1984), il seguito Il gioiello del Nilo (1985), Cadaveri e compari (1986) di Brian De Palma, Per favore, ammazzatemi mia moglie (1986), fino a I gemelli (1988) con Arnold Schwarzenegger. Partecipa inoltre al doppiaggio di Mio mini pony - Il film (1986).
Nel 1991 lavora in I soldi degli altri, cui segue Batman - Il ritorno (1992), dove interpreta il villain Pinguino. Successivamente interpreta film come Mezzo professore tra i marines (1994), Get Shorty (1995), Mars Attacks! (1996), L.A. Confidential (1997), L'uomo della pioggia - The Rainmaker (1997), fino a prestare la sua voce per il film d'animazione Disney Hercules. Verso la fine degli anni novanta è ancora molto attivo in campo cinematografico, dove interpreta Il giardino delle vergini suicide (1999) di Sofia Coppola, The Big Kahuna (1999) e Man on the Moon (1999) di Miloš Forman, film che racconta la vita di Andy Kaufman, con cui aveva lavorato in Taxi. Nel 2003 lavora nuovamente con Woody Allen in Anything Else, con Tim Burton in Big Fish - Le storie di una vita incredibile. Nel 2004 appare nel film Christmas in Love al fianco di Massimo Boldi e nel 2005 è nel ricco cast di Be Cool, seguito di Get Shorty.
Nel 2006 è candidato al Razzie Awards nella categoria peggiore attore non protagonista per la sua interpretazione in Conciati per le feste; nello stesso anno entra a far parte del cast della sit-com C'è sempre il sole a Philadelphia, dove interpreta il ruolo di Frank Reynolds. Nell'ottobre 2014 appare nel video di Steal My Girl, del gruppo anglo-irlandese One Direction. Nel 2019 interpreta il direttore del circo Max Medici nel film Dumbo, remake live action dell'omonimo classico film d'animazione, diretto da Tim Burton. Nel 2022, oltre a prestare la voce a Satana nella serie animata Little Demon, ottiene la parte di Bruce Davis nel film La casa dei fantasmi, diretto da Justin Simien, distribuito nelle sale il 28 agosto 2023. L'anno successivo, torna a collaborare con Burton ottenendo un piccolo ruolo nel film Beetlejuice Beetlejuice.

### Regista
Dopo l'esperienza di regista in alcune serie televisive, DeVito ha diretto alcune pellicole cinematografiche. I suoi film hanno sempre una sensibilità bizzarra neo-surrealistica e uno spiccato gallows humor, sebbene questi elementi siano del tutto assenti nel copione di Hoffa - Santo o mafioso? (1992). L'approccio cinematografico che lo contraddistingue però emerge in molti suoi film, come ad esempio La guerra dei Roses (1989), successo di critica e di pubblico. Lo humor della pellicola è del tutto simile a un altro suo film, uscito successivamente, Matilda 6 mitica (1996), che riprende temi cari alle storie di Roald Dahl, quali il topos delle giovane ragazza intelligente e dotata, limitata dalla severità della sua preside e dall'indifferenza dei suoi genitori. In ogni modo i suoi ultimi due film Eliminate Smoochy (2002) e Duplex - Un appartamento per tre (2003) non hanno avuto il successo dei precedenti.

### Produttore
Molti sono i film da lui prodotti, come Pulp Fiction (1994) di Quentin Tarantino, Gattaca - La porta dell'universo (1997), Out of Sight (1998), Kiss (1998), Man on the Moon (1999) e Erin Brockovich - Forte come la verità (2000).

## Vita privata

Danny DeVito con la moglie Rhea Perlman nel 2006

È stato sposato dal 28 gennaio 1982 al 2012 con l'attrice Rhea Perlman, dalla quale è legalmente separato ma non divorziato, che gli ha dato tre figli: Lucy Chet (1983), Grace Fan (1985) e Jacob Daniel (1987). I due, dopo essersi riconciliati nel marzo 2013, si sono separati nuovamente nel 2017, pur rimanendo in ottimi rapporti.
Sostenitore del Partito Democratico, ha sostenuto il candidato Bernie Sanders nel 2016 e nel 2020 in vista delle primarie del partito.
Nutre una grande passione per il limoncello, passione trasformata in business nel 2007, quando ha lanciato il marchio Danny DeVito's Premium Limoncello.

## Filmografia

### Attore

#### Cinema
- La mortadella, regia di Mario Monicelli (1971)
- Un magnifico ceffo da galera (Scalawag), regia di Kirk Douglas e Zoran Calic (1973)
- Qualcuno volò sul nido del cuculo (One Flew Over the Cuckoo's Nest), regia di Miloš Forman (1975)
- Car Wash, regia di Michael Schultz (1976)
- Carrel agente pericoloso (Deadly Hero), regia di Ivan Nagy (1976)
- Il più grande amatore del mondo (The World's Greatest Lover), regia di Gene Wilder (1977)
- Verso il sud (Goin' South), regia di Jack Nicholson (1978)
- Voglia di tenerezza (Terms of Endearment), regia di James L. Brooks (1983)
- All'inseguimento della pietra verde (Romancing the Stone), regia di Robert Zemeckis (1984)
- Pericolosamente Johnny (Johnny Dangerously), regia di Amy Heckerling (1984)
- Il gioiello del Nilo (The Jewel of the Nile), regia di Lewis Teague (1985)
- Palle d'acciaio (Head Office), regia di Ken Finkleman (1985)
- Cadaveri e compari (Wise Guys), regia di Brian De Palma (1986)
- Per favore, ammazzatemi mia moglie (Ruthless People), regia di Jim Abrahams, David Zucker e Jerry Zucker (1986)
- Tin Men - 2 imbroglioni con signora (Tin Men), regia di Barry Levinson (1987)
- Getta la mamma dal treno (Throw Momma from the Train), regia di Danny DeVito (1987)
- I gemelli (Twins), regia di Ivan Reitman (1988)
- I ragazzi del camper (The Van), regia di Sam Grossman (1989)
- La guerra dei Roses (The War of the Roses), regia di Danny DeVito (1989)
- I soldi degli altri (Other People's Money), regia di Norman Jewison (1991)
- Batman - Il ritorno (Batman Returns), regia di Tim Burton (1992)
- Hoffa - Santo o mafioso? (Hoffa), regia di Danny DeVito (1992)
- Un eroe piccolo piccolo (Jack the Bear), regia di Marshall Herskovitz (1993)
- Mezzo professore tra i marines (Renaissance Man), regia di Penny Marshall (1994)
- Junior, regia di Ivan Reitman (1994)
- Get Shorty, regia di Barry Sonnenfeld (1995)
- Matilda 6 mitica (Matilda), regia di Danny DeVito (1996)
- Mars Attacks!, regia di Tim Burton (1996)
- L.A. Confidential, regia di Curtis Hanson (1997)
- L'uomo della pioggia - The Rainmaker (The Rainmaker), regia di Francis Ford Coppola (1997)
- Men in Black, regia di Barry Sonnenfeld (1997) - cameo non accreditato
- Kiss (Living Out Loud), regia di Richard LaGravenese (1998)
- Il giardino delle vergini suicide (The Virgin Suicides), regia di Sofia Coppola (1999)
- The Big Kahuna, regia di John Swanbeck (1999)
- Man on the Moon, regia di Miloš Forman (1999)
- Chi ha ucciso la signora Dearly? (Drowning Mona), regia di Nick Gomez (2000)
- Screwed - Due criminali da strapazzo (Screwed), regia di Scott Alexander e Larry Karaszewski (2000)
- Lo scroccone e il ladro (What's the Worst That Could Happen?), regia di Sam Weisman (2001)
- Il colpo (Heist), regia di David Mamet (2001)
- Eliminate Smoochy (Death to Smoochy), regia di Danny DeVito (2002)
- Austin Powers in Goldmember (Austin Powers: Goldmember), regia di Jay Roach (2002)
- Anything Else, regia di Woody Allen (2003)
- Big Fish - Le storie di una vita incredibile (Big Fish), regia di Tim Burton (2003)
- Christmas in Love, regia di Neri Parenti (2004)
- Ballroom Dancing (Marilyn Hotchkiss' Ballroom Dancing & Charm School), regia di Randall Miller (2005)
- Be Cool, regia di F. Gary Gray (2005)
- Even Money, regia di Mark Rydell (2006)
- Prima o poi s...vengo! (The Oh in Ohio), regia di Billy Kent (2006)
- Relative Strangers - Aiuto! sono arrivati i miei (Relative Strangers), regia di Greg Glienna (2006)
- 10 cose di noi (10 Items or Less), regia di Brad Silberling (2006)
- Conciati per le feste (Deck the Halls), regia di John Whitesell (2006)
- The Good Night, regia di Jake Paltrow (2007)
- Reno 911!: Miami, regia di Robert Ben Garant (2007)
- Nobel Son - Un colpo da Nobel (Nobel Son), regia di Randall Miller (2007)
- Just Add Water, regia di Hart Bochner (2008)
- Solitary Man, regia di Brian Koppelman e David Levien (2009)
- House Broken - Una casa sottosopra (House Broken), regia di Sam Harper (2009)
- La fontana dell'amore, regia di Mark Steven Johnson (2010)
- Girl Walks Into a Bar, regia di Sebastian Gutierrez (2010)
- Hotel Noir, regia di Sebastian Gutierrez (2012)
- All the Wilderness, regia di Michael James Johnson (2014)
- Today's The Day, regia di Daniel Campos (2014)
- The Comedian, regia di Taylor Hackford (2016)
- Curmudgeons, regia di Danny DeVito – cortometraggio (2016)
- Wiener-Dog, regia di Todd Solondz (2016)
- Dumbo, regia di Tim Burton (2019)
- Jumanji: The Next Level, regia di Jake Kasdan (2019)
- La casa dei fantasmi (Haunted Mansion), regia di Justin Simien (2023)
- Poolman, regia di Chris Pine (2023)
- Beetlejuice Beetlejuice, regia di Tim Burton (2024)
- Ops! È già Natale (A Sudden Case of Christmas), regia di Peter Chelsom (2024)

#### Televisione
- Delvecchio – serie TV, episodio 1x19 (1977)
- L'Evo di Eva (All That Glitters) – serie TV, 4 episodi (1977)
- Starsky & Hutch – serie TV, episodio 3x10 (1977)
- Pepper Anderson - Agente speciale (Police Woman) – serie TV, episodio 4x08 (1977)
- Taxi – serie TV, 114 episodi (1978-1983)
- Angie – serie TV, episodio 2x08 (1979)
- I novellini (The Associates) – serie TV, episodio 1x13 (1980) - non accreditato
- Storie incredibili (Amazing Stories) – serie TV, episodio 2x01 (1986)
- Sesamo apriti (Sesame Street) – serie TV, episodi 20x19-23x125 (1988; 1992)
- Bette – serie TV, episodio 1x01 (2000)
- Ed – serie TV, episodio 3x01 (2002)
- Karen Sisco – serie TV, episodi 1x02-1x03 (2003)
- Friends – serie TV, episodio 10x11 (2004)
- C'è sempre il sole a Philadelphia (It's Always Sunny in Philadelphia) – serie TV, 161 episodi (2006-in corso)
- Deadbeat – serie TV, episodio 2x05 (2015)
- Il metodo Kominsky (The Kominsky Method) – serie TV, episodi 1x03-1x05 (2018)
- Harry Haft - Storia di un sopravvissuto (The Survivor), regia di Barry Levinson – film TV (2021)
- La pazza storia del mondo, Parte II – serie TV, episodio 1x01 (2023)
- Abbott Elementary – serie TV, episodio 4x09 (2025)

### Doppiatore
- I Simpson – serie TV, 4 episodi (1991-2024)
- Last Action Hero - L'ultimo grande eroe (Last Action Hero), regia di John McTiernan (1993)
- Senti chi parla adesso! (Look Who's Talking Now), regia di Tom Ropelewski (1993)
- Matilda 6 mitica (Matilda), regia di Danny DeVito (1996)
- Space Jam, regia di Joe Pytka (1996)
- Hercules, regia di Ron Clements e John Musker (1997)
- Duplex - Un appartamento per tre, regia di Danny DeVito (2003)
- Lorax - Il guardiano della foresta (The Lorax), regia di Chris Renaud e Kyle Balda (2012)
- Animal Crackers, regia di Scott Christian Sava, Tony Bancroft e Jaime Maestro (2017)
- Smallfoot - Il mio amico delle nevi (Smallfoot), regia di Karey Kirkpatrick e Jason Reisig (2018)
- L'unico e insuperabile Ivan (The One and Only Ivan), regia di Thea Sharrock (2020)
- Little Demon – serie TV, 10 episodi (2022)
- I Greens in città (Big City Greens) – serie TV, episodio 3x20 (2023)

### Regista
- Selling of Vince D'Angelo – film TV (1976)
- Likely Stories, Vol. 2 – film TV (1983)
- Likely Stories, Vol. 4 – film TV (1983)
- La guerra dell'audience – film TV (1984)
- Getta la mamma dal treno (Throw Momma from the Train) (1987)
- La guerra dei Roses (The War of the Roses) (1989)
- Hoffa - Santo o mafioso? (Hoffa) (1992)
- Matilda 6 mitica (Matilda) (1996)
- UC:Undercover – serie TV, 13 episodi (2001-2002)
- Eliminate Smoochy (Death to Smoochy) (2002)
- Duplex - Un appartamento per tre (Duplex) (2003)
- Queen B – film TV (2005)

## Riconoscimenti
- Premio Oscar
  - 2001 – Candidatura al miglior film per Erin Brockovich - Forte come la verità

- Golden Globe
  - 1979 – Candidatura al miglior attore non protagonista in una serie TV per Taxi
  - 1980 – Miglior attore non protagonista in una serie TV per Taxi
  - 1981 – Candidatura al miglior attore non protagonista in una serie TV per Taxi
  - 1982 – Candidatura al miglior attore non protagonista in una serie TV per Taxi
  - 1987 – Candidatura al miglior attore in un film commedia o musicale per Per favore, ammazzatemi mia moglie
  - 1988 – Candidatura al miglior attore in un film commedia o musicale per Getta la mamma dal treno

- BAFTA
  - 2001 – Candidatura al miglior film per Erin Brockovich - Forte come la verità

- Festival di Taormina
  - 2001 – Arancio d'oro al miglior film per Erin Brockovich - Forte come la verità

## Doppiatori italiani
Nelle versioni in italiano delle opere in cui ha recitato, Danny DeVito è stato doppiato da:
- Giorgio Lopez in Palle d'acciaio, Getta la mamma dal treno, I gemelli, Saturday Night Live, I soldi degli altri, Batman - Il ritorno, Hoffa - Santo o mafioso?, Un eroe piccolo piccolo, Junior, Matilda 6 mitica, Mars Attacks!, L.A. Confidential, L'uomo della pioggia - The Rainmaker, Kiss, Man on the Moon, Chi ha ucciso la signora Dearly?, Lo scroccone e il ladro, Il colpo, Austin Powers in Goldmember, Anything Else, Big Fish - Le storie di una vita incredibile, Christmas in Love, Even Money, Relative Strangers - Aiuto! sono arrivati i miei, 10 cose di noi, Conciati per le feste, C'è sempre il sole a Philadelphia (st. 2-14), The Good Night, Reno 911!: Miami, Nobel Son - Un colpo da Nobel, House Broken - Una casa sottosopra, Solitary Man, La fontana dell'amore, Deadbeat, Wiener-Dog, Il metodo Kominsky, Dumbo, Jumanji: The Next Level
- Gianni Bonagura in All'inseguimento della pietra verde, Il gioiello del Nilo, La guerra dei Roses, Get Shorty, The Big Kahuna, Be Cool
- Paolo Buglioni in Voglia di tenerezza, Tin Men - Due imbroglioni con signora, Arnold
- Marco Mete ne La casa dei fantasmi, Poolman, Beetlejuice Beetlejuice
- Carlo Valli in Friends, C'è sempre il sole a Philadelphia (st. 15+), Abbott Elementary
- Stefano Mondini in Ballroom Dancing, Prima o poi s...vengo!
- Stefano Satta Flores ne La mortadella
- Nino Scardina in Qualcuno volò sul nido del cuculo
- Vittorio Stagni in Starsky & Hutch
- Vittorio Congia ne Il più grande amatore del mondo
- Piero Tiberi in Verso il sud
- Giovanni Petrucci in Pericolosamente Johnny
- Gil Baroni in Taxi
- Francesco Vairano in Cadaveri e compari
- Sergio Fiorentini in Per favore, ammazzatemi mia moglie
- Emilio Cappuccio in Storie incredibili
- Carlo Reali in Mezzo professore tra i marines
- Stefano De Sando ne Il giardino delle vergini suicide
- Antonello Governale in Screwed - Due criminali da strapazzo
- Teo Bellia in Eliminate Smoochy
- Cesare Rasini in Just Add Water
- Ennio Coltorti in Harry Haft - Storia di un Sopravvissuto
- Luca Dal Fabbro in La pazza storia del mondo, Parte II
- Riccardo Peroni in Ops! È già Natale

Da doppiatore è stato sostituito da:
- Marco Mete in Last Action Hero - L'ultimo grande eroe, I Greens in città
- Ennio Coltorti in Hercules (serie animata), Disney's Hercules
- Massimo Lopez in I Simpson (ep. 24x11), Little Demon
- Fabrizio Pucci ne I Simpson
- Pietro Ubaldi in Mio mini pony - Il film
- Renato Pozzetto in Senti chi parla adesso
- Gian Piero Galeazzi in Space Jam
- Giancarlo Magalli in Hercules (film)
- Riccardo Peroni in Animal Crackers
- Carlo Valli in Smallfoot - Il mio amico delle nevi
- Stefano Fresi in L'unico e insuperabile Ivan
- Stefano De Sando in Prendi il volo

Nel film d'animazione Lorax - Il guardiano della foresta DeVito presta la propria voce anche nella versione italiana.